# Jofi
Le Jofi est une race de chevaux yéménite élevée dans le gouvernorat d'Al Jawf, au nord-Ouest du pays. De haute réputation, en particulier dans la ville de Dhamar, il est surtout utilisé pour le travail. La race est signalée comme proche de l'extinction en 2020.

## Histoire
Cette race de chevaux est nommée « Jofi », ou « al-Jawf ». Elle constitue l'une des variétés de chevaux répertoriées au Yémen par les al-Hamdānī ; la ville de Dhamar est par ailleurs historiquement connue pour ses chevaux.
Ces animaux ont leur propre généalogie, l'histoire de leur élevage se mêlant étroitement à celle de leurs propriétaires
et éleveurs humains.

## Description
D'après la base de données DAD-IS, les femelles toisent 1,55 m pour un poids de 318 kg, tandis que les mâles toisent 1,60 m, pour un poids de 320 kg.
CAB International le classe comme une variante locale du cheval yéménite, tandis que le guide Delachaux le classe comme une variété de l'Arabe.
La robe grise est possible, d'après la photographie d'une jument prise à Dhamar.

## Utilisations
Comme tous les chevaux yéménites, il est surtout utilisé pour le travail, et peu pour les loisirs.

## Diffusion de l'élevage
Le Jofi est classé comme une race locale yémenite. Son berceau se situe dans le Nord-Ouest du pays. D'après la Dr en sciences culturelles Marieke Brandt, qui réside au Yémen de 2003 à 2008, certaines tribus locales du gouvernorat d'Al Jawf élèvent toujours des chevaux. La haute réputation de cet élevage est perceptible à travers les variétés répertoriées de chevaux du Yémen, telles que les al-Hamdānī, al-khayl al-jawfī et alkhayl al-ʿansī.
Le niveau de menace pesant sur la race est indiqué comme inconnu sur DAD-IS ; il n'existe pas de relevé de population. L'étude menée par l'université d'Uppsala, publiée en août 2010 pour la FAO, signale le Jofi comme race de chevaux asiatique locale, dont le niveau de menace est inconnu. Cependant, l'édition 2020 de l'encyclopédie de CAB International signale le Jofi comme étant proche de l'extinction.